# Pleotrichophorus deviatus
Pleotrichophorus deviatus är en insektsart. Pleotrichophorus deviatus ingår i släktet Pleotrichophorus och familjen långrörsbladlöss. Inga underarter finns listade i Catalogue of Life.